# 数据字典
数据字典（英語：data dictionary）是一个自动的或手动的存储数据元的定义和属性的文档。
指一组对数据流程图中的数据流、数据文件、数据项及处理逻辑进行定义描述的表格。